# صديقنا (فلم 2019)
صديقنا (بالإنجليزية: Our Friend) فيلم درامي كوميدي لعام 2019 من إخراج غابرييلا كاوبرثويت، وسيناريو براد إنجلسبي، ومن تمثيل النجوم جيسون سيغل، وداكوتا جونسون، وكيسي أفليك. عرض الفيلم لأول مرة في مهرجان تورونتو السينمائي الدولي في 6 سبتمبر 2019، وصدر لدور العرض في 22 يناير 2021.

## القصة
يتابع الفيلم قصة حقيقية للصحفي تيغ (كيسي أفليك) وزوجته اللامعة نيكول (داكوتا جونسون)، المصابة بالسرطان، وبعد أكثر من عام، تصبح رعاية نيكول المريضة بشكل متزايد وبناتها الصغيرات النشيطات، مولي (إيزابيلا كاي)، وإيفي (فيوليت ماكجرو)، أمرًا ثقيلاُ أكثر من اللازم بالنسبة لمات. يساعد الأسرة داين فوشي (جيسون سيغل) صديقهم القديم وصديق نيكول من الكلية، والذي كان على علاقة عاطفية مع نيكول. ينتقل داين من نيو أورلينز إلى ألاباما حيث تقيم الأسرة ليكون بالقرب من نيكول ويقدم مساعدته.
ينتقل الفيلم بين أحداث الماضي، وأحداث الحاضر ذهابًا وإيابًا، متتبعًا اللحظات الرئيسية في حياة الثلاثي.

## الممثلون
- كيسي أفليك: في دور ماثيو تيغ

- داكوتا جونسون: في دور نيكول تيغ

- جيسون سيغل: في دور داين فوشي

- جيك أوين: في دور آرون

- جويندولين كريستي: في دور تيريزا

- شيري جونز: في دور فيث بروت

- ديني بنتون: في دور شارلوت

- أرز إيزابيلا: في دور مولي

- فيوليت ماكجرو: في دور إيفي

- مارييل سكوت: في دور كات

- أهنا أوريلي: في دور جيل

- أزيتا غانيزادا: في دور إليزابيث[4]

## إصدار الفيلم واستقباله
كان عرض الفيلم العالمي الأول في مهرجان تورونتو السينمائي الدولي في 6 سبتمبر 2019، وعُرض في مهرجان معهد الفيلم الأمريكي في 16 نوفمبر 2019، وعُرض في دور العرض في 22 يناير 2021.
أشادت بالفيلم، الناقدة ايلا كيمب، من موقع بلاي ليست The Playlist، وكتبت: «لقد نجح الثلاثي في ترسيخ معاني الصداقة الصادقة». كتبت كاتي ريتش من فانيتي فير: «تنجح الرواية من خلال التمسك عن كثب بالتفاصيل المهمة... إنها قصة إنسانية صغيرة الحجم... إنها أيضًا، إذا كنت تبحث عن هذا النوع من الأشياء، وهو عبارة عن دموع فعالة للغاية».
منح موقع روتن توميتوز الفيلم تقييم مقداره 84% بناء على آراء 101 ناقد سينمائي، وكتب إجماع نقاد الموقع: «أسلوب الفيلم المحبط أحيانًا، في تصوير قصته المبنية على الحقائق بشكل درامي، غالبًا ما يقابله ثلاثي جيد من أداء البطولة بقيادة المخرج جيسون سيجل الذي لم يكن أفضل من ذلك».
منح موقع ميتاكريتيك الفيلم تقييم مقداره 57% بناء على آراء 20 ناقد سينمائي.

## روابط خارجية
- مقالات تستعمل روابط فنية بلا صلة مع ويكي بيانات